# تشيو لي
تشيو لي (6 يونيو 1981 بشنيانغ في الصين - ) هو لاعب كرة قدم سنغافوري في مركز الوسط. شارك مع منتخب سنغافورة لكرة القدم. أما مع النوادي، فقد لعب مع باليستيير خالسا ونادي تامبينس روفرز ونادي تشانغتشون ياتاي ونادي هوم يونايتد ويانج لايونز وSinchi FC ‏ وLiaoning F.C. ‏.

## وصلات خارجية
- تشيو لي على موقع قاعدة بيانات كرة القدم.إي يو (الإنجليزية)
- تشيو لي على موقع ناشيونال فوتبول تيمز (الإنجليزية)
- تشيو لي على موقع Soccerway.com (الإنجليزية)